# Rättviks kommun Kommunhus AB
Rättviks kommun Kommunhus AB är ett svenskt förvaltningsbolag som agerar moderbolag för de verksamheter som Rättviks kommun har valt att driva i aktiebolagsform. Bolaget ägs helt av kommunen. Efter beslut i Rättviks kommunfullmäktige september 2024 kring en omstrukturering av kommunkoncernen skedde en nedströmsfusion av Rättviks kommun Kommunhus AB och Rättviks Fastigheter AB genomfördes. Rättviks kommun Kommunhus AB upplöstes.

## Bolag
Källa: 
- Rättvik Vatten och Avfall AB (100%)
- Rättviks Fastigheter AB (100%)
- Rättviks Skoljordbruk AB (100%)